# 454 Mathesis
A 454 Mathesis (ideiglenes jelöléssel 1900 FC) a Naprendszer kisbolygóövében található aszteroida. Friedrich Karl Arnold Schwassmann fedezte fel 1900. március 28-án.